# Баупхал
Баупхал (бенг. বাউফল, англ. Bauphal) — город на юге Бангладеш, административный центр одноимённого подокруга. Площадь города равна 7,85 км². По данным переписи 2001 года, в городе проживало 12 259 человек, из которых мужчины составляли 51,37 %, женщины — соответственно 48,63 %. Плотность населения равнялась 1562 чел. на 1 км². Уровень грамотности населения составлял 48,45 % (при среднем по Бангладеш показателе 43,1 %). 